# Helge Rode

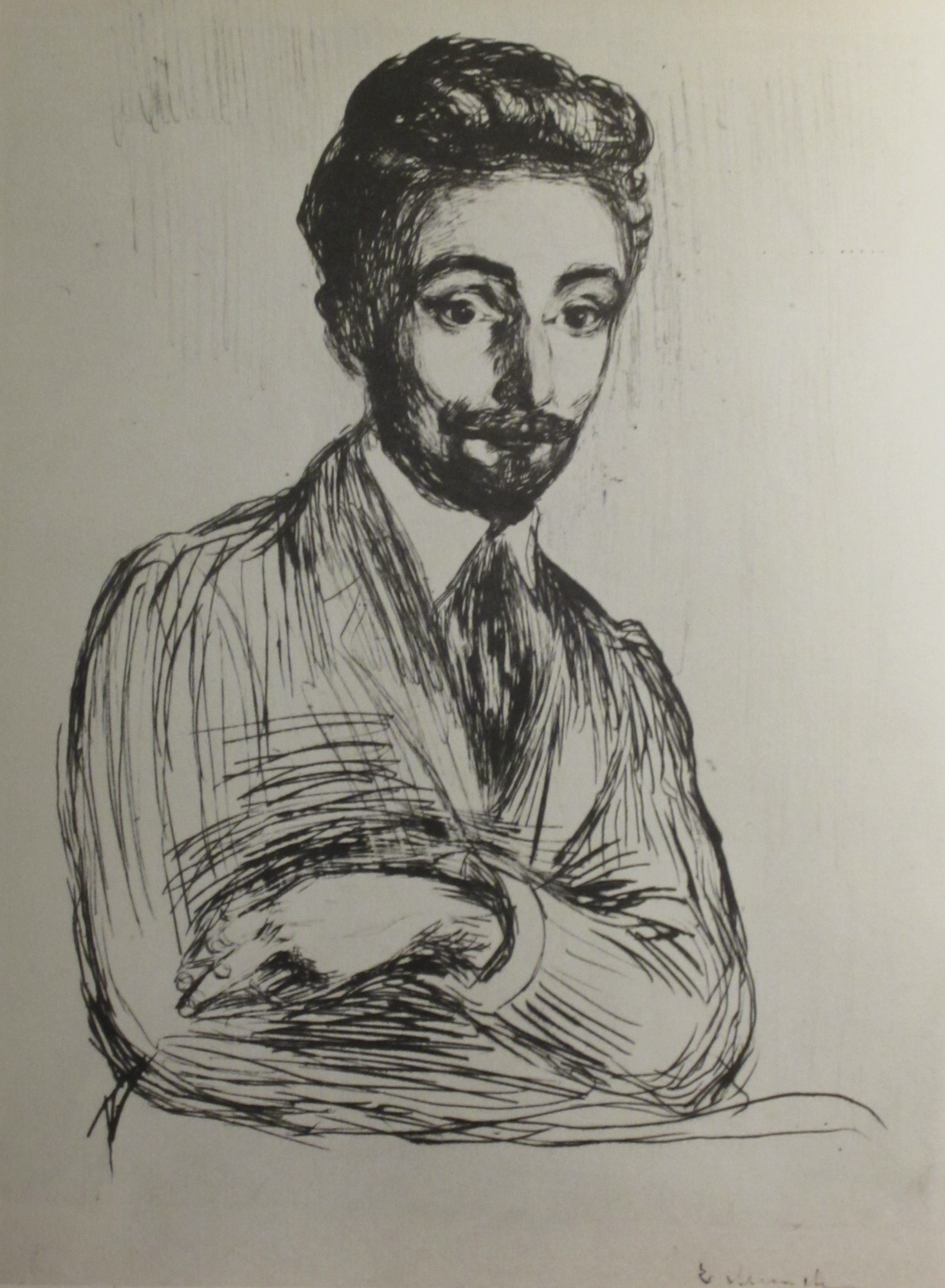
Helge Rode von Edvard Munch (1898)

Helge Rode (* 16. Oktober 1870 in Kopenhagen; † 23. März 1937 in Frederiksberg) war ein dänischer Autor, Kritiker und Journalist.

## Leben
Helge Rode war ein Sohn des Lehrers Gotfred Rode und dessen Ehefrau Margrethe Lehmann (1846–1918), einer Journalistin und Frauenrechtlerin. Sein Bruder war der Politiker Ove Rode (1867–1933).
Helge Rode schrieb für die Zeitungen Politiken, Illustreret Tidende und Berlingske Tidende.
Helge Rode war verheiratet mit der Autorin und Journalistin Edith Rode, geb. Nebelong (1879–1956). Sie hatten zwei Söhne, den Übersetzer Mikal Rode (1908–1993) und den Schauspieler Ebbe Rode.

## Werke (Auswahl)
- Hvide blomster : digte, Kjøbenhavn : Schubothe, 1892. OCLC 656947216
- Digte, Kristiania, 1896. OCLC 782156184
- Grev Bonde og hans hus drama i tre akter, København, Gyldendal, 1912. OCLC 769701327
- Krig og aand, Kjøbenhavn, Kristiania, Gyldendal, 1917. OCLC 19252508
- En mand gik ned fra Jerusalem skuespil i tre akter, Kjøbenhavn, Gyldendal, 1920. OCLC 610578580
- Den stille have, Kjøbenhavn, Gyldendal, 1922. OCLC 13254554
- Pladsen med de grønne trær. Den religiøse strømning i nutidens aandsliv, Kjøbenhavn, Gyldendal, Nordisk forlag, 1926. OCLC 13383963

## Auszeichnungen
- 1918 Literaturpreis Drachmannlegatet